# Christian Schumann (Dichter)
Christian Schumann (Pseudonym Rischitani Munschani; * 15. Februar 1681 in Osterfeld; † 1744 in Pötewitz) war ein deutscher evangelischer Pfarrer und Dichter geistlicher Lieder.

## Leben
Schumann war der Sohn eines Krämers. Er besuchte die Thomasschule zu Leipzig und studierte ab 1701 an der Universität Leipzig.
Nach dem frühen Tod seines Vaters finanzierte er sein Studium durch Stipendien und durch das Erteilen von Unterricht. 1708 erhielt er den Grad des  Magisters. Seinen Lebensunterhalt verdiente er ab 1712 als Hauslehrer bei adeligen Familien.
1721 erhielt er seine erste Anstellung als Pfarrer und war in Döschwitz und Kirchsteitz tätig, beides heute Ortsteile der Gemeinde Kretzschau. Ab 1736 wirkte er in Pötewitz, jetzt Ortsteil von Wetterzeube.
Seine Liedtexte verfasste Schumann teilweise unter dem Pseudonym Rischitani Munschani und veröffentlichte sie in Sammlungen wie Das in seinem Cabinet dem Herrn ein neues Lied singende Davidsherz oder gottgeheiligte neue Liederprobe (Naumburg 1721).  August Jacob Rambach nahm Schumanns Lied Dem Herrn, der mich regieret und wunderbarlich führet in seine Anthologie auf; das Lied wird zum Teil falsch Cyriacus Schneegaß zugeschrieben. Zu Schumanns Dichtungen gehört auch Kommt ihr Kinder dieser Erden, wollt ihr einst beglücket werden.
Schumann starb 1744 in Pötewitz.